# Megdovas
Le Megdovas (également connu sous le nom de Tavropos) est une rivière qui coule à travers les régions de Karditsa et Eurytanie en Grèce.

## Parcours
La rivière prend sa source dans le massif des Agrafa, dans la partie occidentale du district de Karditsa et coule à travers une vallée profonde et boisée. Jusqu'en 1967, son débit allait entièrement dans le lac Plastiras, un lac réservoir qui fournit la Thessalie en électricité et en eau.
Partiellement détourné vers l'Eurytanie, il alimente aussi depuis lors le lac Kremasta, autre lac réservoir qui fournit l'Acarnanie et la Grèce centrale en électricité et en eau.